# Premio del Sindicato de Guionistas 1949
La 2ª edición de los Premios del Sindicato de Guionistas de Estados Unidos otorgados a los mejores guionistas de cine de 1949. Los ganadores fueron anunciados en 1950.

## Nominados y ganadores[2]

### Cine
Los ganadores están listados primero y destacados en negrita.
| Mejor Guion de un tema Americano - All the King's Men – Robert Rossen⭐ - Home of the Brave – Carl Foreman - Intruder in the Dust – Ben Maddow; basado en la novela de William Faulkner - Lost Boundaries – Virginia Shaler y Eugene King - Pinky – Philip Dunne y Dudley Nichols | Mejor Guion Western - Yellow Sky – W.R. Burnett and Lamar Trotti; argumento de W.R. Burnett⭐ - She Wore a Yellow Ribbon – Frank S. Nugent, and Laurence Stallings; basado en la historia "The Big Hunt" and "War Party" por James Warner Bellah - Streets of Laredo – Charles Marquis Warren - The Gal Who Took the West – William Bowers y Oscar Brodney - Whispering Smith – Frank Butler y Karl Kamb                                               |
| Mejor Guion en Musical - On the Town – Adolph Green y Betty Comden; basado en la obra de teatro de Adolph Green y Betty Comden⭐ - In the Good Old Summertime – Albert Hackett, Frances Goodrich e Ivan Tors - Jolson Sings Again – Sidney Buchman - Take Me Out to the Ball Game – Harry Tugend y George Wells; historia de Gene Kelly y Stanley Donen - The Barkleys of Broadway – Betty Comden y Adolph Green - You're My Everything – Lamar Trotti y Will. Hays Jr.                                                               | Mejor Guion Dramático - All the King's Men – Robert Rossen⭐ - Battleground – Robert Pirosh - Champion – Carl Foreman; historia de Ring Lardner - Intruder in the Dust – Ben Maddow; basado en la novela de William Faulkner - The Hasty Heast – Ranald MacDougall, basado en la obra de teatro de John Patrick - The Heiress – Ruth Goetz y August Goetz - The Window – Mel Dinelli; Basado en la historia "The Boy Cried Murder" de Cornell Woolrich |
| Mejor Guion de Comedia - A Letter to Three Wives – Joseph L. Mankiewicz⭐ - Adam's Rib – Ruth Gordon y Garson Kanin - Come to the Stable – Oscar Millard y Sally Benson; historia de Clare Boothe Luce - Every Girl Should Be Married – Stephen Morehouse Avery; escrito por Don Hartman; historia de Eleanor Harris - I Was a Male War Bride – Charles Lederer, Leonard Spigel y Hagar Wilde; argumento de Henri Rochard - It Happens Every Spring – Valentine Davies; basado en una historia de Shirley W. Smith y Valentine Davies | |